# Hockey sur glace à l'Universiade d'hiver de 2011
Navigation
Harbin - 2009 Maribor - 2013
Les épreuves de hockey sur glace de l'Universiade d'hiver 2011 se sont déroulées dans les patinoires 3000 Ice Rink and 500 Ice Rink, du  27 janvier au 6 février.

## Calendrier
|  | Épreuves de qualifications | ● | Finales des compétitions |

| Compétition | 27 | 28 | 29 | 30 | 31 | 01 | 02 | 03 | 04 | 05 | 06 |
| ----------- | -- | -- | -- | -- | -- | -- | -- | -- | -- | -- | -- |
| Féminine    |    |    |    |    |    |    |    |    |    | ●  |    |
| Masculine   |    |    |    |    |    |    |    |    |    |    | ●  |

## Participants
Les qualifications déterminent les douze équipes masculines et les six équipes féminines qui participent.

### Équipes masculines
Les douze équipes sont divisées en trois groupes pour le tour préliminaire :
| Groupe A           | Groupe B     | Groupe C   |
| ------------------ | ------------ | ---------- |
| Japon              | Biélorussie  | Espagne    |
| République tchèque | Canada       | États-Unis |
| Russie             | Corée du Sud | Kazakhstan |
| Turquie            | Slovénie     | Slovaquie  |

À l'issue des dix-huit matchs du tour préliminaire, les douze équipes sont classées selon des critères spéciaux. Ce classement est utilisé pour répartir les équipes pour les séries éliminatoires et pour calculer le classement final. Les huit premières équipes s'affrontent lors des plays-offs, et les quatre autres jouent des matchs de classement.
Le classement du premier tour :
1. Russie
2. Biélorussie
3. Kazakhstan
4. Canada
5. Slovaquie
6. Japon
7. États-Unis
8. République tchèque
9. Slovénie
10. Espagne
11. Corée du Sud
12. Turquie

### Équipes féminines
Les six équipes sont placées dans un seul groupe pour le tour préliminaire :
| Groupe A    |
| ----------- |
| Canada      |
| États-Unis  |
| Finlande    |
| Royaume-Uni |
| Slovaquie   |
| Turquie     |

Au terme des 15 matchs les quatre premières équipe de la poule s'affrontent dans les demi-finale.
Le classement du premier tour :
1. Canada
2. Finlande
3. Slovaquie
4. États-Unis
5. Royaume-Uni
6. Turquie

## Résultats
| Épreuves | Or     | Argent      | Bronze    |
| -------- | ------ | ----------- | --------- |
| Hommes   | Russie | Biélorussie | Canada    |
| Femmes   | Canada | Finlande    | Slovaquie |

## Tableau des médailles
| Rang  | Nation      | Or | Argent | Bronze | Total |
| ----- | ----------- | -- | ------ | ------ | ----- |
| 1     | Canada      | 1  | 0      | 1      | 2     |
| 2     | Russie      | 1  | 0      | 0      | 1     |
| 3     | Biélorussie | 0  | 1      | 0      | 1     |
| 3     | Finlande    | 0  | 1      | 0      | 1     |
| 5     | Slovaquie   | 0  | 0      | 1      | 1     |
| Total | Total       | 2  | 2      | 2      | 6     |